# 이시카촌
이시카촌(石加村)은 미에현 이나베군에 설치되었던 촌이다. 1963년 4월 1일에 이나베군 다이안정과 합병하였다.

## 역사
- 1889년 4월 1일 - 정촌제 시행에 의해 이나베군 이시카촌이 성립하였다.
- 1963년 4월 1일 - 다이안정과 합병해 새로운 다이안정이 성립하여, 동일 이시카촌은 폐지되었다.

## 교통

### 철도
- 산기철도
  - 산기선

## 참고문헌
- 가도카와 일본 지명 대사전 24 三重県